# Torneo de Sídney
El Torneo de Sídney, también denominado oficialmente Apia International Sydney desde 2012 hasta 2017 y Sydney International desde 2018, es un torneo oficial profesional de tenis que se lleva a cabo en Sídney, Australia. En el calendario masculino está incluido en la categoría ATP World Tour 250 y en el calendario femenino en la categoría WTA Premier. Se juega anualmente en canchas duras al aire libre situadas en el NSW Tennis Centre (sede del Tenís Olímpico en el 2000). Es el cuarto torneo ATP que se disputa en el año.
El modelo del evento se formó en 1885 cuando los oficiales coloniales decidieron que se debía buscar el mejor jugador de tenis de todas las colonias. Sin embargo, el primer año en que el torneo se jugó como un evento anual permanente fue en 1935.
El australiano John Bromwich se adjudicó el torneo en 7 ocasiones. El que más veces ha ganado en la Era Abierta es el australiano Lleyton Hewitt con 4 títulos. Entre las mujeres, Martina Navratilova se lo adjudicó en 4 ocasiones. El torneo pasó de jugarse de césped a canchas duras en 1988 (Rebound Ace hasta 2007, Plexicushion a partir de 2008).

## Campeones

### Individual masculino
| 1969    | Tony Roche            | Rod Laver           | 6-4, 4-6, 9-7, 12-10    |              |              |              |              |
| 1970    | Arthur Ashe           | Richard Crealy      | 6-4, 9-7, 6-2           |              |              |              |              |
| 1971    | Phil Dent             | John Alexander      | 6-3, 6-4, 6-4           |              |              |              |              |
| 1972    | Alexander Metreveli   | Patrice Dominguez   | 6-4, 6-4, 3-6, 6-1      |              |              |              |              |
| 1973    | No disputado          | No disputado        | No disputado            | No disputado | No disputado | No disputado | No disputado |
| 1974    | Geoff Masters         | Colin Dibley        | 6-1, 6-4, 6-2           |              |              |              |              |
| 1974    | Tony Roche            | Phil Dent           | 7-6, 4-6, 3-6, 6-2, 8-6 |              |              |              |              |
| 1975    | Ross Case             | John Marks          | 6-2, 6-1                |              |              |              |              |
| 1976    | Tony Roche            | Dick Stockton       | 6-3, 3-6, 6-3, 6-4      |              |              |              |              |
| 1977    | Roscoe Tanner         | Brian Teacher       | 6-3, 3-6, 6-3, 6-7, 6-4 |              |              |              |              |
| 1978    | Tim Wilkison          | Kim Warwick         | 6-3, 6-3, 6-7, 3-6, 6-2 |              |              |              |              |
| 1979    | Phil Dent             | Hank Pfister        | 6-4, 6-4, 7-5           |              |              |              |              |
| 1980    | Fritz Buehning        | Brian Teacher       | 6-3, 6-7, 7-6           |              |              |              |              |
| 1981    | Tim Wilkison          | Chris Lewis         | 6-4, 7-6, 6-3           |              |              |              |              |
| 1982    | John Alexander        | John Fitzgerald     | 4-6, 7-6, 6-4           |              |              |              |              |
| 1983    | Joakim Nyström        | Mike Bauer          | 2-6, 6-3, 6-1           |              |              |              |              |
| 1984    | John Fitzgerald       | Sammy Giammalva Jr. | 6-3, 6-3                |              |              |              |              |
| 1985    | Henri Leconte         | Kelly Evernden      | 6-7, 6-2, 6-3           |              |              |              |              |
| 1986    | No disputado          | No disputado        | No disputado            | No disputado | No disputado | No disputado | No disputado |
| 1987    | Miloslav Mecír        | Peter Doohan        | 6-2, 6-4                |              |              |              |              |
| 1988    | John Fitzgerald       | Andréi Chesnokov    | 6-3, 6-4                |              |              |              |              |
| 1989    | Aaron Krickstein      | Andréi Chesnokov    | 6-4, 6-2                |              |              |              |              |
| 1990    | Yannick Noah          | Carl-Uwe Steeb      | 5-7, 6-3, 6-4           |              |              |              |              |
| 1991    | Guy Forget            | Michael Stich       | 6-3, 6-4                |              |              |              |              |
| 1992    | Emilio Sánchez        | Guy Forget          | 6-3, 6-4                |              |              |              |              |
| 1993    | Pete Sampras          | Thomas Muster       | 7-6(7), 6-1             |              |              |              |              |
| 1994    | Pete Sampras          | Ivan Lendl          | 7-6(5), 6-4             |              |              |              |              |
| 1995    | Patrick McEnroe       | Marc Rosset         | 6-2, 7-6(4)             |              |              |              |              |
| 1996    | Todd Martin           | Goran Ivanišević    | 5-7, 6-3, 6-4           |              |              |              |              |
| 1997    | Tim Henman            | Carlos Moyá         | 6-3, 6-1                |              |              |              |              |
| 1998    | Karol Kucera          | Tim Henman          | 7-5, 6-4                |              |              |              |              |
| 1999    | Todd Martin           | Àlex Corretja       | 6-3, 7-6(5)             |              |              |              |              |
| 2000    | Lleyton Hewitt        | Jason Stoltenberg   | 6-4, 6-0                |              |              |              |              |
| 2001    | Lleyton Hewitt        | Magnus Norman       | 6-4, 6-1                |              |              |              |              |
| 2002    | Roger Federer         | Juan Ignacio Chela  | 6-3, 6-3                |              |              |              |              |
| 2003    | Hyung-Taik Lee        | Juan Carlos Ferrero | 4-6, 7-6(6), 7-6(4)     |              |              |              |              |
| 2004    | Lleyton Hewitt        | Carlos Moyá         | 4-3, ret.               |              |              |              |              |
| 2005    | Lleyton Hewitt        | Ivo Minář           | 7-5, 6-0                |              |              |              |              |
| 2006    | James Blake           | Igor Andreev        | 6-2, 3-6, 7-6(3)        |              |              |              |              |
| 2007    | James Blake           | Carlos Moyá         | 6-3, 5-7, 6-1           |              |              |              |              |
| 2008    | Dmitry Tursunov       | Chris Guccione      | 7-6(3), 7-6(4)          |              |              |              |              |
| 2009    | David Nalbandian      | Jarkko Nieminen     | 6-3, 6-7(9), 6-2        |              |              |              |              |
| 2010    | Marcos Baghdatis      | Richard Gasquet     | 6-4, 7-6(2)             |              |              |              |              |
| 2011    | Gilles Simon          | Viktor Troicki      | 7-5, 7-6(4)             |              |              |              |              |
| 2012    | Jarkko Nieminen       | Julien Benneteau    | 6-2, 7–5                |              |              |              |              |
| 2013    | Bernard Tomic         | Kevin Anderson      | 6-3, 6-7(2), 6-3        |              |              |              |              |
| 2014    | Juan Martín del Potro | Bernard Tomic       | 6-3, 6-1                |              |              |              |              |
| 2015    | Viktor Troicki        | Mijaíl Kukushkin    | 6-2, 6-3                |              |              |              |              |
| 2016    | Viktor Troicki        | Grigor Dimitrov     | 2-6, 6-1, 7-6(7)        |              |              |              |              |
| 2017    | Gilles Müller         | Daniel Evans        | 7-6(5), 6-2             |              |              |              |              |
| 2018    | Daniil Medvédev       | Álex de Miñaur      | 1-6, 6-4, 7-5           |              |              |              |              |
| 2019    | Álex de Miñaur        | Andreas Seppi       | 7-5, 7-6(5)             |              |              |              |              |
| 2020-21 | No disputado          | No disputado        | No disputado            | No disputado | No disputado | No disputado | No disputado |
| 2022    | Aslán Karatsev        | Andy Murray         | 6-3, 6-3                |              |              |              |              |

### Individual femenino
| 1968       | No disputado            | No disputado            | No disputado     | No disputado | No disputado | No disputado | No disputado |
| 1969       | Margaret Court          | Rosemary Casals         | 6-1, 6-2         |              |              |              |              |
| 1970       | Billie Jean King        | Margaret Court          | 6-2, 4-6, 6-3    |              |              |              |              |
| 1971       | Margaret Smith Court    | Olga Morozova           | 6-2, 6-2         |              |              |              |              |
| 1972 (gen) | Evonne Goolagong Cawley | Virginia Wade           | 6-1, 7-6         |              |              |              |              |
| 1972 (dic) | Margaret Smith Court    | Evonne Goolagong Cawley | 6-3, 6-2         |              |              |              |              |
| 1974 (gen) | Karen Krantzcke         | Evonne Goolagong Cawley | 6-2, 6-3         |              |              |              |              |
| 1974 (dic) | Evonne Goolagong Cawley | Margaret Smith Court    | 6-3, 7-5         |              |              |              |              |
| 1975       | Evonne Goolagong Cawley | Sue Barker              | 6-2, 6-4         |              |              |              |              |
| 1976       | Kerry Reid              | Dianne Fromholtz        | 3-6, 6-2, 6-3    |              |              |              |              |
| 1977       | Evonne Goolagong Cawley | Sue Barker              | 6-2, 6-3         |              |              |              |              |
| 1978       | Dianne Fromholtz        | Wendy Turnbull          | 6-2, 7-5         |              |              |              |              |
| 1979       | Hana Mandlíková         | Bettina Bunge           | 6-3, 3-6, 6-3    |              |              |              |              |
| 1980       | Wendy Turnbull          | Pam Shriver             | 3-6, 6-4, 7-6    |              |              |              |              |
| 1981       | Chris Evert             | Martina Navrátilová     | 6-4, 2-6, 6-1    |              |              |              |              |
| 1982       | Martina Navrátilová     | Evonne Goolagong        | 6-2, 3-6, 6-1    |              |              |              |              |
| 1983       | Jo Durie                | Kathy Jordan            | 6-3 7-5          |              |              |              |              |
| 1984       | Martina Navrátilová     | Ann Henricksson         | 6-1, 6-1         |              |              |              |              |
| 1985       | Martina Navrátilová     | Hana Mandlíková         | 3-6, 6-1, 6-2    |              |              |              |              |
| 1986       | No realizado            | No realizado            | No realizado     |              |              |              |              |
| 1987       | Zina Garrison           | Pam Shriver             | 6-2, 6-4         |              |              |              |              |
| 1988       | Pam Shriver             | Helena Suková           | 6-2, 6-3         |              |              |              |              |
| 1989       | Martina Navrátilová     | Catarina Lindqvist      | 6-2, 6-4         |              |              |              |              |
| 1990       | Natasha Zvereva         | Barbara Paulus          | 4-6, 6-1, 6-3    |              |              |              |              |
| 1991       | Jana Novotná            | Arantxa Sánchez Vicario | 6-4, 6-2         |              |              |              |              |
| 1992       | Gabriela Sabatini       | Arantxa Sánchez Vicario | 6-1, 6-1         |              |              |              |              |
| 1993       | Jennifer Capriati       | Anke Huber              | 6-1, 6-4         |              |              |              |              |
| 1994       | Kimiko Date             | Mary Joe Fernández      | 6-4, 6-2         |              |              |              |              |
| 1995       | Gabriela Sabatini       | Lindsay Davenport       | 6-3, 6-4         |              |              |              |              |
| 1996       | Monica Seles            | Lindsay Davenport       | 4-6, 7-6(7), 6-3 |              |              |              |              |
| 1997       | Martina Hingis          | Jennifer Capriati       | 6-1, 5-7, 6-1    |              |              |              |              |
| 1998       | Arantxa Sánchez Vicario | Venus Williams          | 6-1, 6-3         |              |              |              |              |
| 1999       | Lindsay Davenport       | Martina Hingis          | 6-4, 6-3         |              |              |              |              |
| 2000       | Amélie Mauresmo         | Lindsay Davenport       | 7-6(2), 6-4      |              |              |              |              |
| 2001       | Martina Hingis          | Lindsay Davenport       | 6-3, 4-6, 7-5    |              |              |              |              |
| 2002       | Martina Hingis          | Meghann Shaughnessy     | 6-2, 6-3         |              |              |              |              |
| 2003       | Kim Clijsters           | Lindsay Davenport       | 6-4, 6-3         |              |              |              |              |
| 2004       | Justine Henin           | Amélie Mauresmo         | 6-4, 6-4         |              |              |              |              |
| 2005       | Alicia Molik            | Samantha Stosur         | 6-7(5), 6-4, 7-5 |              |              |              |              |
| 2006       | Justine Henin           | Francesca Schiavone     | 4-6, 7-5, 7-5    |              |              |              |              |
| 2007       | Kim Clijsters           | Jelena Janković         | 4-6, 7-6(1), 6-4 |              |              |              |              |
| 2008       | Justine Henin           | Svetlana Kuznetsova     | 4-6, 6-2, 6-4    |              |              |              |              |
| 2009       | Elena Dementieva        | Dinara Sáfina           | 6-3, 2-6, 6-1    |              |              |              |              |
| 2010       | Elena Dementieva        | Serena Williams         | 6-3, 6-2         |              |              |              |              |
| 2011       | Na Li                   | Kim Clijsters           | 7-6(3), 6-3      |              |              |              |              |
| 2012       | Victoria Azarenka       | Na Li                   | 6-2, 1-6, 6-3    |              |              |              |              |
| 2013       | Agnieszka Radwanska     | Dominika Cibulkova      | 6-0, 6-0         |              |              |              |              |
| 2014       | Tsvetana Pironkova      | Angelique Kerber        | 6-4, 6-4         |              |              |              |              |
| 2015       | Petra Kvitová           | Karolína Plíšková       | 7-6(5), 7-6(6)   |              |              |              |              |
| 2016       | Svetlana Kuznetsova     | Mónica Puig             | 6-0, 6-2         |              |              |              |              |
| 2017       | Johanna Konta           | Agnieszka Radwanska     | 6-4, 6-2         |              |              |              |              |
| 2018       | Angelique Kerber        | Ashleigh Barty          | 6-4, 6-4         |              |              |              |              |
| 2019       | Petra Kvitová           | Ashleigh Barty          | 1-6, 7-5, 7-6(3) |              |              |              |              |
| 2020-21    | No disputado            | No disputado            | No disputado     | No disputado | No disputado | No disputado | No disputado |
| 2022       | Paula Badosa            | Barbora Krejčíková      | 6-3, 4-6, 7-6(4) |              |              |              |              |

### Dobles masculino
| 1971    | Bob Carmichael Ray Ruffels         | Brian Fairlie Raymond Moore        | 6-7, 2-6, 6-3, 7-6, 7-6 |              |              |              |              |
| 1972-74 | No disputado                       | No disputado                       | No disputado            | No disputado | No disputado | No disputado | No disputado |
| 1975    | Mark Edmondson John Marks          | Chris Kachel Peter McNamara        | 6-1, 6-1                |              |              |              |              |
| 1976    | Syd Ball Kim Warwick               | Mark Edmondson John Marks          | 6-3, 6-4                |              |              |              |              |
| 1977    | John Alexander Phil Dent           | Ray Ruffels Allan Stone            | 7-6, 2-6, 6-3           |              |              |              |              |
| 1978    | Hank Pfister Sherwood Stewart      | Syd Ball Robert Carmichael         | 6-4, 6-4                |              |              |              |              |
| 1979    | Paul McNamee Peter McNamara        | Steve Docherty John Chris Lewis    | 7-6, 6-3                |              |              |              |              |
| 1980    | Paul McNamee Peter McNamara        | Vitas Gerulaitis Brian Gottfried   | 6-2, 6-4                |              |              |              |              |
| 1981    | Paul McNamee Peter McNamara        | Hank Pfister John Sadri            | 6-7, 7-6, 7-6           |              |              |              |              |
| 1982    | John Alexander John Fitzgerald     | Cliff Letcher Craig Miller         | 6-4, 7-6                |              |              |              |              |
| 1983    | Mike Bauer Pat Cash                | Broderick Dyke Rod Frawley         | 7-6, 6-4                |              |              |              |              |
| 1984    | Paul Annacone Christo van Rensburg | Tom Gullikson Scott McCain         | 7-6, 7-5                |              |              |              |              |
| 1985    | David Dowlen Nduka Odizor          | Broderick Dyke Wally Masur         | 6-4, 7-6                |              |              |              |              |
| 1986    | No disputado                       | No disputado                       | No disputado            | No disputado | No disputado | No disputado | No disputado |
| 1987    | Brad Drewett Mark Edmondson        | Peter Doohan Laurie Warder         | 6-4, 4-6, 6-2           |              |              |              |              |
| 1988    | Darren Cahill Mark Kratzmann       | Joey Rive Bud Schultz              | 7-6, 6-4                |              |              |              |              |
| 1989    | Darren Cahill Wally Masur          | Pieter Aldrich Danie Visser        | 6-4, 6-3                |              |              |              |              |
| 1990    | Pat Cash Mark Kratzmann            | Pieter Aldrich Danie Visser        | 6-4, 7-5                |              |              |              |              |
| 1991    | Scott Davis David Pate             | Darren Cahill Mark Kratzmann       | 3-6, 6-3, 6-2           |              |              |              |              |
| 1992    | Sergio Casal Emilio Sánchez        | Scott Davis Kelly Jones            | 3-6, 6-1, 6-4           |              |              |              |              |
| 1993    | Jason Stoltenberg Sandon Stolle    | Luke Jensen Murphy Jensen          | 6-3, 6-4                |              |              |              |              |
| 1994    | Darren Cahill Sandon Stolle        | Mark Kratzmann Laurie Warder       | 6-1, 7-6                |              |              |              |              |
| 1995    | Todd Woodbridge Mark Woodforde     | Trevor Kronemann Sandon Stolle     | 7-6, 6-4                |              |              |              |              |
| 1996    | Ellis Ferreira Jan Siemerink       | Patrick McEnroe Sandon Stolle      | 5-7, 6-4, 6-1           |              |              |              |              |
| 1997    | Luis Lobo Javier Sánchez           | Paul Haarhuis Jan Siemerink        | 6-4, 6-7, 6-3           |              |              |              |              |
| 1998    | Todd Woodbridge Mark Woodforde     | Jacco Eltingh Daniel Nestor        | 6-3, 7-5                |              |              |              |              |
| 1999    | Sébastien Lareau Daniel Nestor     | Patrick Galbraith Paul Haarhuis    | 6-3, 6-4                |              |              |              |              |
| 2000    | Todd Woodbridge Mark Woodforde     | Lleyton Hewitt Sandon Stolle       | 7-5, 6-4                |              |              |              |              |
| 2001    | Daniel Nestor Sandon Stolle        | Jonas Björkman Todd Woodbridge     | 2-6, 7-6(4), 7-6(5)     |              |              |              |              |
| 2002    | Donald Johnson Jared Palmer        | Joshua Eagle Sandon Stolle         | 6-4, 6-4                |              |              |              |              |
| 2003    | Paul Hanley Nathan Healey          | Mahesh Bhupathi Joshua Eagle       | 7-6(3), 6-4             |              |              |              |              |
| 2004    | Jonas Björkman Todd Woodbridge     | Bob Bryan Mike Bryan               | 7-6(3), 7-5             |              |              |              |              |
| 2005    | Mahesh Bhupathi Todd Woodbridge    | Arnaud Clément Michael Llodra      | 6-3, 6-3                |              |              |              |              |
| 2006    | Fabrice Santoro Nenad Zimonjić     | Frantisek Cermak Leoš Friedl       | 6-1, 6-4                |              |              |              |              |
| 2007    | Paul Hanley Kevin Ullyett          | Mark Knowles Daniel Nestor         | 6-2, 6-3                |              |              |              |              |
| 2008    | Richard Gasquet Jo-Wilfried Tsonga | Bob Bryan Mike Bryan               | 4-6, 6-4, [11-9]        |              |              |              |              |
| 2009    | Bob Bryan Mike Bryan               | Daniel Nestor Nenad Zimonjić       | 6-1, 7-6(3)             |              |              |              |              |
| 2010    | Daniel Nestor Nenad Zimonjić       | Ross Hutchins Jordan Kerr          | 6-3, 7-6(5)             |              |              |              |              |
| 2011    | Lukáš Dlouhý Paul Hanley           | Bob Bryan Mike Bryan               | 6-7(6), 6-3, [10-5]     |              |              |              |              |
| 2012    | Bob Bryan Mike Bryan               | Matthew Ebden Jarkko Nieminen      | 6-1, 6-4                |              |              |              |              |
| 2013    | Bob Bryan Mike Bryan               | Max Mirnyi Horia Tecău             | 6-4, 6-4                |              |              |              |              |
| 2014    | Daniel Nestor Nenad Zimonjić       | Rohan Bopanna Aisam-Ul-Haq Qureshi | 7-6(3), 7-6(3)          |              |              |              |              |
| 2015    | Rohan Bopanna Daniel Nestor        | Jean-Julien Rojer Horia Tecău      | 6-4, 7-6(5)             |              |              |              |              |
| 2016    | Jamie Murray Bruno Soares          | Rohan Bopanna Florin Mergea        | 6-3, 7-6(6)             |              |              |              |              |
| 2017    | Wesley Koolhof Matwé Middelkoop    | Jamie Murray Bruno Soares          | 6-3, 7-5                |              |              |              |              |
| 2018    | Łukasz Kubot Marcelo Melo          | Jan-Lennard Struff Viktor Troicki  | 6-3, 6-4                |              |              |              |              |
| 2019    | Jamie Murray Bruno Soares          | Juan Sebastián Cabal Robert Farah  | 6-4, 6-4                |              |              |              |              |
| 2020-21 | No disputado                       | No disputado                       | No disputado            | No disputado | No disputado | No disputado | No disputado |
| 2022    | John Peers Filip Polášek           | Simone Bolelli Fabio Fognini       | 7-5, 7-5                |              |              |              |              |

### Dobles femenino
| 2001    | Anna Kournikova Barbara Schett            | Lisa Raymond Rennae Stubbs          | 6-1, 6-2          |              |              |              |              |
| 2002    | Lisa Raymond Rennae Stubbs                | Martina Hingis Anna Kournikova      | w/o               |              |              |              |              |
| 2003    | Kim Clijsters Ai Sugiyama                 | Conchita Martínez Rennae Stubbs     | 6-3, 6-3          |              |              |              |              |
| 2004    | Cara Black Rennae Stubbs                  | Dinara Sáfina Meghann Shaughnessy   | 7-5, 3-6, 6-4     |              |              |              |              |
| 2005    | Bryanne Stewart Samantha Stosur           | Elena Dementieva Ai Sugiyama        | w/o               |              |              |              |              |
| 2006    | Zi Yan Jie Zheng                          | Virginia Ruano Pascual Paola Suárez | 6-3, 5-7, 6-2     |              |              |              |              |
| 2007    | Anna-Lena Grönefeld Meghann Shaughnessy   | Marion Bartoli Meilen Tu            | 6-3, 3-6, 7-6(2)  |              |              |              |              |
| 2008    | Zi Yan Jie Zheng                          | Tatiana Perebiynis Tatiana Poutchek | 6-4, 7-6(5)       |              |              |              |              |
| 2009    | Hsieh Su-Wei Peng Shuai                   | Nathalie Dechy Casey Dellacqua      | 6-0, 6-1          |              |              |              |              |
| 2010    | Cara Black Liezel Huber                   | Tathiana Garbin Nadia Petrova       | 6-1, 3-6, [10-3]  |              |              |              |              |
| 2011    | Iveta Benešová Barbora Zahlavova Strycova | Květa Peschke Katarina Srebotnik    | 4-6, 6-4, [10-7]  |              |              |              |              |
| 2012    | Květa Peschke Katarina Srebotnik          | Liezel Huber Lisa Raymond           | 6-1, 4-6, [13-11] |              |              |              |              |
| 2013    | Nadia Petrova Katarina Srebotnik          | Sara Errani Roberta Vinci           | 6-3, 6-4          |              |              |              |              |
| 2014    | Tímea Babos Lucie Šafářová                | Sara Errani Roberta Vinci           | 7-5, 3-6, [10-8]  |              |              |              |              |
| 2015    | Bethanie Mattek-Sands Sania Mirza         | Raquel Kops-Jones Abigail Spears    | 6-3, 6-3          |              |              |              |              |
| 2016    | Martina Hingis Sania Mirza                | Caroline Garcia Kristina Mladenovic | 1-6, 7-5, [10-5]  |              |              |              |              |
| 2017    | Tímea Babos Anastasia Pavlyuchenkova      | Sania Mirza Barbora Strýcová        | 6-4, 6-4          |              |              |              |              |
| 2018    | Gabriela Dabrowski Xu Yifan               | Yung-Jan Chan Andrea Hlaváčková     | 6-3, 6-1          |              |              |              |              |
| 2019    | Aleksandra Krunić Kateřina Siniaková      | Eri Hozumi Alicja Rosolska          | 6-1, 7-6(3)       |              |              |              |              |
| 2020-21 | No disputado                              | No disputado                        | No disputado      | No disputado | No disputado | No disputado | No disputado |
| 2022    | Anna Danilina Beatriz Haddad Maia         | Vivian Heisen Panna Udvardy         | 4-6, 7-5, [10-8]  |              |              |              |              |

## Otros torneos de tenis en Sídney
Sídney fue también sede de un torneo válido por el circuito masculino en los años 1971 y 1972 que se jugó sobre canchas duras.
| Año  | Campeón        | Finalista         | Resultado          |
| ---- | -------------- | ----------------- | ------------------ |
| 1972 | Alex Metreveli | Patrice Dominguez | 6-4, 6-4, 3-6, 6-1 |
| 1971 | Phil Dent      | John Alexander    | 6-3, 6-4, 6-4      |

Además, entre 1973 y 1994, se jugó sin interrupción un torneo válido por el circuito masculino conocido como Sydney Indoor, para diferenciarlo del otro torneo que se disputaba en canchas abiertas. El torneo se jugaba sobre canchas duras cubiertas.